# Epimelitta laticornis
Epimelitta laticornis är en skalbaggsart som först beskrevs av Johann Christoph Friedrich Klug 1825.  Epimelitta laticornis ingår i släktet Epimelitta och familjen långhorningar.
Artens utbredningsområde är Paraguay. Inga underarter finns listade i Catalogue of Life.